# Xã Bangor, Quận Pope, Minnesota
Xã Bangor (tiếng Anh: Bangor Township) là một xã thuộc quận Pope, tiểu bang Minnesota, Hoa Kỳ. Năm 2010, dân số của xã này là 185 người.